# Costus erythrophyllus
Costus erythrophyllus är en enhjärtbladig växtart som beskrevs av Ludwig Eduard Loesener. Costus erythrophyllus ingår i släktet Costus och familjen Costaceae. Inga underarter finns listade.